# Hide and Seek (película de 2005)
Hide and Seek (titulada: El escondite en España y Mente siniestra en Hispanoamérica) es una película de 2005, dirigida por John Polson y protagonizada por Robert De Niro y Dakota Fanning. Se estrenó el 27 de enero de 2005 con gran éxito de taquilla, aunque no le ocurrió lo mismo con las críticas que recibió, que en general fueron negativas. En cambio, la interpretación de los actores fue muy apreciada. Especialmente la de Fanning que recibió elogios y la aclamación por la crítica y por lo cual se convirtió en la primera persona en ganar un MTV Movie Award en la categoría Mejor interpretación asustada en el año 2005.
La película fue un éxito financiero logró recaudar $122.650.962 dólares en todo el mundo.

## Argumento
Tras el suicidio de su esposa, David (Robert De Niro) -un psicólogo-, descubre que su hija de nueve años, se comporta de modo extraño y traumatizante. Ella afirma que tiene un amigo imaginario llamado Charlie y que si decía algo sobre él, le haría mucho daño a ella.
David se lleva a su hija a una casa apartada de la ciudad para que se abra a otra forma de vida, de modo que los recuerdos sobre su madre no la afecten sobremanera. Allí conocen al sheriff Hafferty (Dylan Baker), que vigila la casa por posibles conflictos; a una mujer habitante del pueblo llamada Elizabeth (Elizabeth Shue), que luego comienza una relación con David; a la sobrina de Elizabeth, a la que Emily odia; y a sus vecinos Laura (Melissa Leo) y Steven (Robert John Burke). En un principio, Emily no articula palabra alguna y demuestra cierta desconfianza hacia los desconocidos. David intenta recurrir a los métodos de su esposa para que reaccione pero nada funciona.

## Finales alternativos
La película tiene cinco finales, uno para los cines y cuatro para las versiones de DVD. En la versión para cine, Emily y Katherine acaban viviendo juntas, y las últimas escenas muestran a Emily dibujándose con Katherine en un papel, sin embargo cuando ambas salen de casa, luego se ve el dibujo de Emily con dos cabezas, indicando que Emily también sufre de doble personalidad.
En una de las versiones para DVD, Emily y Katherine están en un cuarto que parece la habitación de una casa normal, sin embargo, en realidad es un hospital psiquiátrico, en donde Emily está internada. Otro final es igual que el del cine, solo que al mostrar el dibujo, Emily solo tiene una cabeza, es decir, no hereda la patología de su padre y acaba en un final feliz. Los otros dos finales son casi iguales al primero, en donde muestran a Emily dormida en una habitación, y cuando Katherine se va y cierra la puerta, Emily empieza a contar hasta 10,000, haciendo alusión a que juega a las escondidas, y cuando abre la puerta del armario dice: "There you are" (Ahí estas), dirigiéndose al espejo dentro de él, indicando la enfermedad heredada. La diferencia entre estos dos finales, es que en uno se encuentra en la casa de Katherine, mientras que en el otro aparece en el hospital psiquiátrico.

## Reparto
- Robert De Niro como David Callaway
- Dakota Fanning como Emily Callaway
- Famke Janssen como Katherine
- Elisabeth Shue como Elisabeth Young
- Amy Irving como Allison Callaway
- Dylan Baker como Sheriff Hafferty
- Melissa Leo como Laura
- Robert John Burke como Steven

## Taquilla
En su primer fin de semana en los cines de Estados Unidos, la película recaudó $21.959.233. En los EE. UU la película recaudó $51.100.486 dólares. La película contrajo $71.544.334 a nivel internacional. En general, la película recaudó $122.650.962 dólares en todo el mundo.

## Premios y nominaciones
| Año  | Premio                  | Categoría                           | trabajo        | Resultado |
| ---- | ----------------------- | ----------------------------------- | -------------- | --------- |
| 2005 | Teen Choice Award       | Mejor escena de grito               | Elizabeth Shue | Nominada  |
| 2005 | Teen Choice Award       | Mejor película de suspenso          | Hide and Seek  | Nominada  |
| 2005 | MTV Movie Award         | Mejor actuación asustada            | Dakota Fanning | Ganadora  |
| 2005 | Golden Trailer Award    | Mejor tráiler de película de terror | Hide and Seek  | Ganadora  |
| 2006 | Fangoria Chainsaw Award | Mejor Actriz                        | Dakota Fanning | Nominada  |